# 996 Hilaritas
996 Hilaritas је астероид главног астероидног појаса са пречником од приближно 29,53 .
Афел астероида је на удаљености од 3,521 астрономских јединица (АЈ) од Сунца, а перихел на 2,660 АЈ. 
Ексцентрицитет орбите износи 0,139, инклинација (нагиб) орбите у односу на раван еклиптике 0,660 степени, а орбитални период износи 1985,062 дана (5,434 година). 
Апсолутна магнитуда астероида је 10,88 а геометријски албедо 0,090.
Астероид је откривен 21. марта 1923. године.